# Ewald Busse (Unternehmen)
Die Ewald Busse GmbH war eine 1881 in Zorge im Herzogtum Braunschweig gegründete und seit 1925 in Ellrich ansässige Maschinenfabrik und Eisengießerei.

## Geschichte
Der zuvor bei der Maschinenfabrik Zorge beschäftigte Schlossermeister und Lokomotiv-Konstrukteur Ewald Busse gründete 1881 die spätere Eisengießerei und Maschinenfabrik Ewald Busse GmbH, die sich anfänglich in Zorge befand und später nach Ellrich verlegt wurde.
In der Fabrik wurden zunächst hauptsächlich Dampfmaschinen aller Art repariert und Dampfkessel hergestellt. Ab 1910 produzierte das Unternehmen auch Geräte für die Landwirtschaft und Spezialteile für den Maschinenbau.
Im Juli 1921 übergab Busse das Unternehmen an seinen Sohn Richard Busse. 1922 wurde der Bau einer Gießerei und 1925 der Neubau einer Maschinenfabrik vorgenommen.
In der Maschinenfabrik waren 43 Arbeiter beschäftigt, die Gießerei verfügte über 40 Arbeitskräfte. Seit 1938 stellte die Fabrik u. a. im Auftrag der Wehrmacht Granathülsen für Artilleriegeschosse her. Am 15. Februar 1944 arbeiteten 97 Personen im Betrieb, darunter auch russische Ostarbeiter, die seit September 1942 in einem betriebseigenen Lager untergebracht waren.
Nach 1945 wurde der Betrieb demontiert und Maschinen sowie Ausrüstungsgegenstände in die Sowjetunion transportiert.
Der Betrieb bestand unter verschiedenen Nachfolgern noch bis 1991 weiter.